# St. Servatii (Münster)

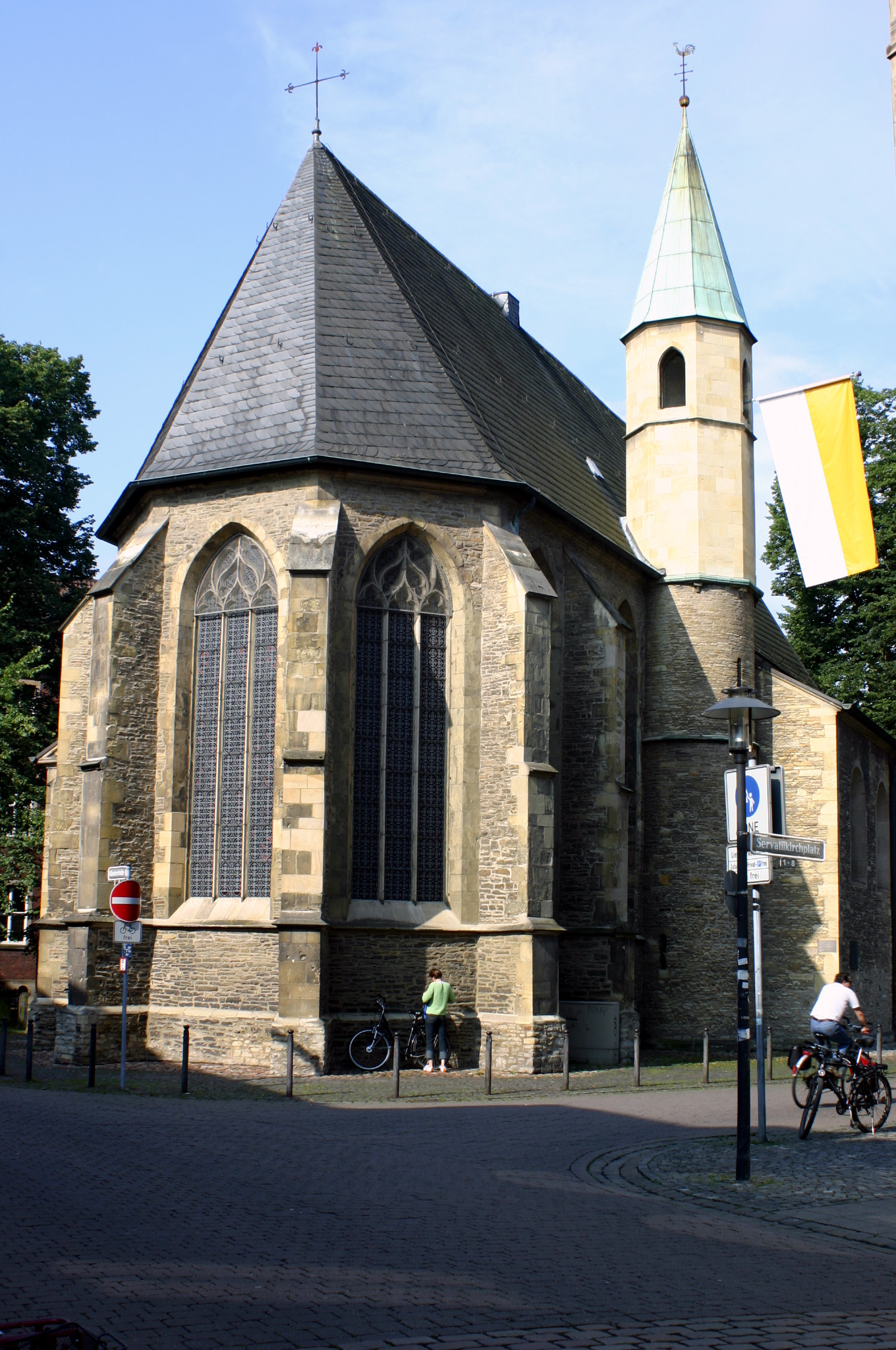
St. Servatii in Münster.

St. Servatii in der westfälischen Stadt Münster, unter dem Patrozinium und benannt nach dem heiligen Servatius von Tongern, ist eine historische Kirche, die in ihrer heutigen Gestalt auf die Zeit um das Jahr 1230 zurückgeht. Damit ist sie eine der ältesten Kirchen der Stadt. Mehr als 700 Jahre war sie eine selbstständige Pfarrei, bis sie wieder ein Teil der Lamberti-Gemeinde wurde.

## Geschichte

### Gründung im Mittelalter
In der zweiten Hälfte des 12. Jahrhunderts erfuhr Münster eine Erweiterung seines Stadtgebietes vor allem im südlichen und östlichen Bereich. Bischof Hermann II. von Münster (1174–1203) erklärte darum in einer Urkunde von 1189, die Pfarrrechte in seiner Stadt neu geregelt zu haben, um die Seelsorge für eine „so große Bevölkerung“ sicherzustellen. So wurden im Südwesten die Pfarre St. Aegidii, im Süden St. Ludgeri, im Südosten St. Servatii und im Nordosten St. Martini gegründet. Alle neu entstandenen Pfarreien waren reine Stadtpfarreien.
St. Servatii wurde bereits vor 1197 als Holzkapelle errichtet. Aus einer Bemerkung in einem Evangeliar des Überwasserklosters geht hervor, dass die Kapelle in diesem Jahr, wie auch der Nachfolgebau 1383, einen Brand überstand. Der Holzbau wich im 13. Jahrhundert einem Steinbau. Im 15. Jahrhundert wurde die Kirche mit einem fünfseitigen gotischen Chor mit Maßwerkfenstern versehen.

### Täuferzeit
Während der Zeit der Täufer wurden im 16. Jahrhundert die westliche Hälfte des Langhauses, der Turm sowie die Fundamente verwüstet. Steine der Kirche und Erde des Friedhofs wurden zur Befestigung der Stadt verwendet. Im Jahr 1537 wurde die Kirche wieder aufgebaut. Dabei wurde auch ein Westturm gebaut. Um die Langhauswände zu stabilisieren, wurden diese um das Jahr 1700 mit klobigen Strebepfeilern verstärkt. Zudem begann die Kirche, um die herum sich ein Friedhof befand, durch die anhaltenden Beisetzungen, durch die sich das Erdreich hob, abzusacken. Um diesem entgegenzuwirken, wurde zunächst der Fußbodenbelag des Kirchbaus wiederholt aufgefüllt, wodurch jedoch Pfeiler und Säulen zusehends verdeckt wurden.

### 18. Jahrhundert
Am 1. November 1729 fand in St. Servatii die Hochzeit von Heinrich Wilhelm Droste zu Hülshoff mit Brigitte Anna Droste zu Vischering (1708–1750) statt, einer Tochter des Erbdrosten Maximilian Heidenreich Droste zu Vischering. Aus der Ehe gingen acht Kinder hervor, u. a. Clemens August I. von Droste zu Hülshoff, der Großvater der Dichterin Annette von Droste-Hülshoff, ferner der General und Gouverneur von Münster Heinrich-Johann von Droste zu Hülshoff sowie die Patentante der Dichterin, die Äbtissin des Stifts Metelen Anna Elisabeth Droste zu Hülshoff (1733–1805). Zwei Söhne Droste zu Hülshoff wurden Geistliche: Ernst Constanz Domherr in Osnabrück und Ferdinand Dechant in Coesfeld.

### Instandsetzung im 20. Jahrhundert und Anbetungskirche
In der ersten Hälfte des Jahres 1932 wurde die Kirche instand gesetzt. Am 28. Oktober 1933 (Christkönigsfest) wurde die Kirche als erste bischöfliche Amtshandlung durch Clemens August Graf von Galen in einem Pontifikalamt erneut für die Öffentlichkeit zugänglich. Der Bischof machte sie zu einer Anbetungskirche. Demgemäß wird dort täglich die Monstranz mit dem Allerheiligsten, also eine konsekrierte Hostie, ausgestellt und angebetet (Eucharistische Anbetung). Die Pfarre, welche gegen Ende des 12. Jahrhunderts von St. Lamberti getrennt worden war, wurde 1935 wieder mit dieser vereinigt.

### Zerstörung im Zweiten Weltkrieg
Bei den Luftangriffen auf Münster im Zweiten Weltkrieg wurde die Kirche bis auf eine einzige Säule grundlegend zerstört. Der Prälat Joseph Leufkens äußerte sich mit den Worten: „Wir kletterten über die Trümmerhaufen zur Kirche. Von Altar und Tabernakel war nichts mehr zu finden. Auf den Mauerresten zündeten wir eine Kerze als das letzte ewige Licht an, zum letzten Mal beteten wir das Tantum ergo. Sankt Servatii war nicht mehr.“

### Aufbau und Wiedereröffnung
Im Jahr 1947 wurde der Chor wieder errichtet, sodass erste Gottesdienste gefeiert werden konnten, während das Kirchengewölbe noch fehlte und im Kirchenraum die Säulen wie Stümpfe aufragten. Am 26. Oktober (erneut Christkönigsfest) 1952 wurde die Kirche am wiedereröffnet. Beim Wiederaufbau, zum Teil unter Einbeziehung noch verwendbarer Überreste des Originalbaus, wurde anstatt des ehemaligen Westturms ein schmaler Rundturm an der Nordseite in den Winkel zwischen Langhaus und eingezogenem Chor gesetzt. 2017 wurde über mehrere Monate der Innenraum renoviert.

## Architektur, Ausstattung und Nutzung

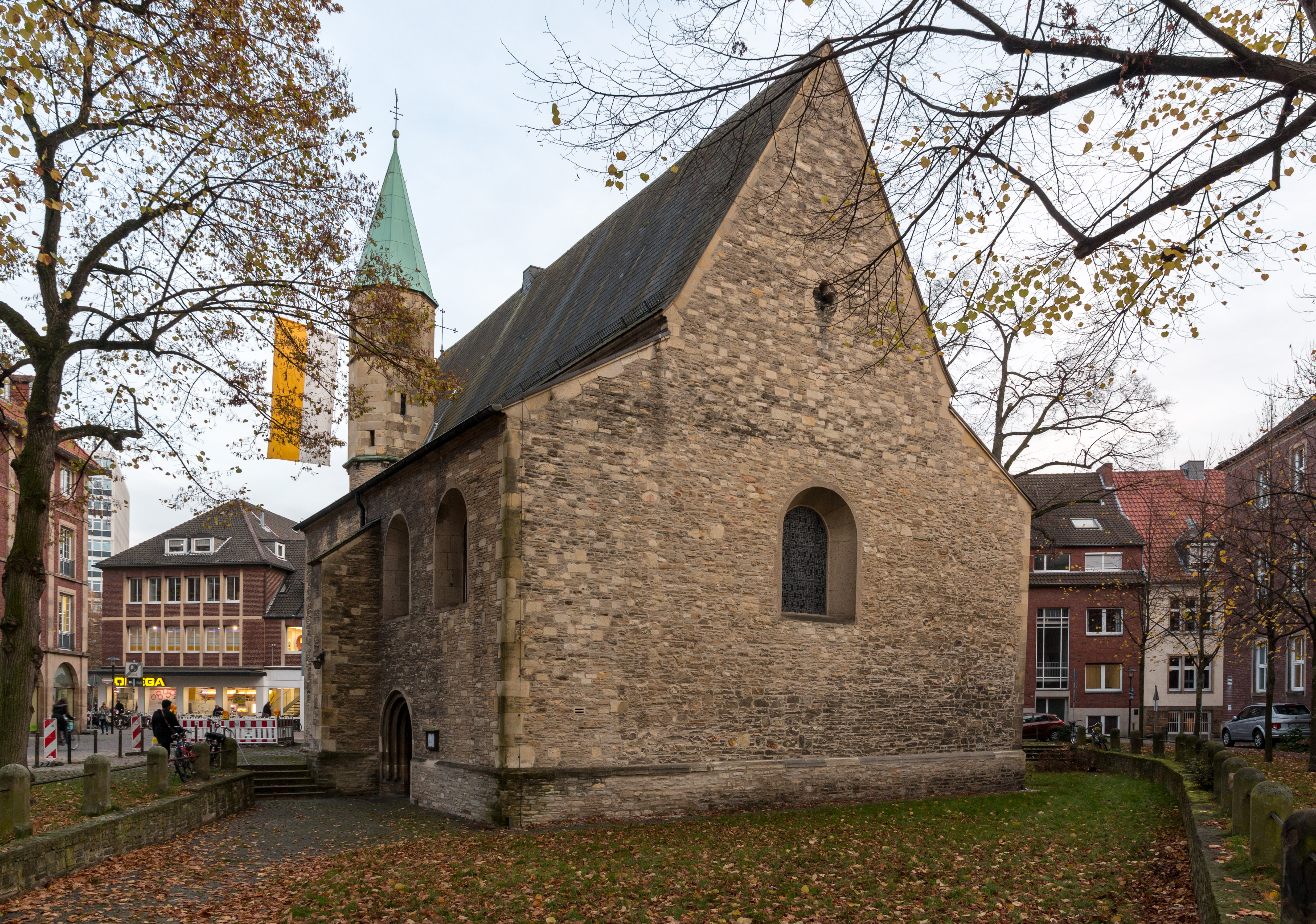
Westseite

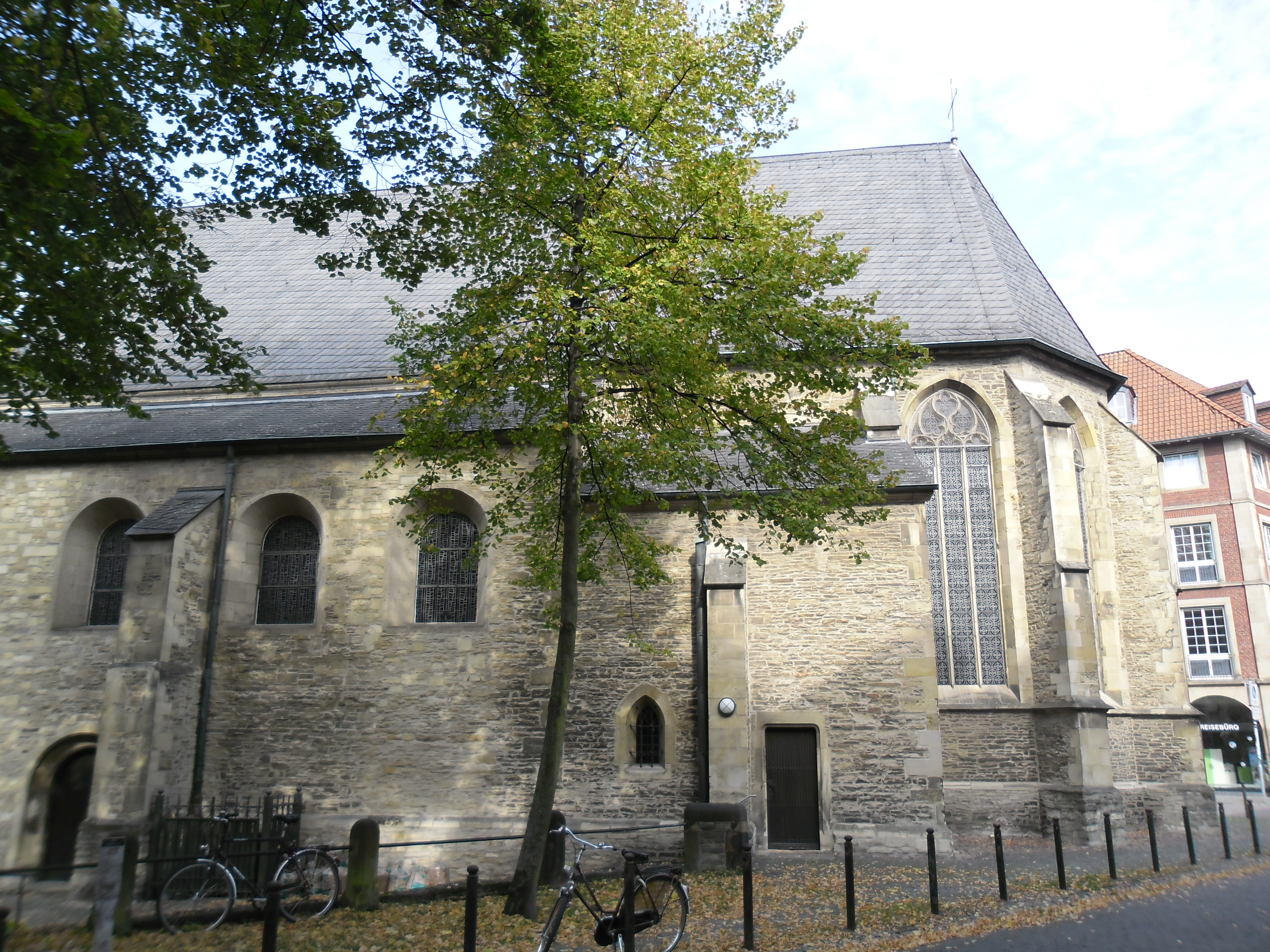
Seitenansicht von Süden

Bei 15 Metern Breite und 27 Metern Länge (davon 12 Meter Chor) ist St. Servatii die kleinste der sechs Pfarrkirchen des mittelalterlichen Münsters und vereinigt Stilelemente der Spätromanik und der Frühgotik. Gestiftet wurde sie von den Kaufleuten der Stadt und um 1225/50 als Pfarrkirche erbaut. Der Chor stammt aus der Zeit um 1500. Der im Grundriss noch romanisch geprägte Raum mit je zwei Gewölbefeldern zu Seiten der beiden mittleren Joche zeigt im Aufbau den Übergang zu Gotik. Die in der Höhe gestufte Halle mit dem Wechsel von Pfeilern und Säulen zählt als eine der schönsten Kirchen der Stadt zu einer Sonderform der frühen westfälischen Hallenkirche. Der Rundturm der Nordseite ist Resultat des Wiederaufbaus und strukturell mit dem Originalturm nicht identisch. Im Vergleich zu den umgebenden Gebäuden wirkt die Kirche leicht eingesunken, da sie im Gegensatz zu den anderen Gebäuden noch auf dem alten, mittelalterlichen Bodenniveau steht.
Im Inneren des als Baudenkmal eingestuften Gebäudes steht ein spätgotischer Flügelaltar aus der Zeit um das Jahr 1500, der Szenen aus dem Marienleben zeigt. Ein Bild mit Gedenktafel verweist auf die selige Schwester Euthymia, welche im Clemenskloster in der Nähe der Kirche wohnte, arbeitete und häufig in St. Servatii betete. Ein weiteres Bild stellt die selige Maria Gräfin Droste zu Vischering dar, welche in St. Servatii getauft wurde und 1899 in Porto, Portugal starb.

### Orgel
Die Orgel der Servatii-Kirche wurde 1974 durch den Orgelbauer Matthias Kreienbrink in Osnabrück erbaut. Das Instrument wurde 1984 um zwei Zungenregister auf einer separaten Windlade erweitert (Kropftrompete 8′ im Positiv, Fagott 16′ im Pedal), die jedoch im Zuge einer Überarbeitung des Instruments im Jahre 2002 wieder entfernt wurden. Dafür wurde ein Tremulant für beide Manualwerke eingebaut. Das Schleifladen-Instrument hat heute 9 Register auf zwei Manualen und Pedal. Die Trakturen sind mechanisch.
| I Hauptwerk C–f3 |            |    |
| 1.               | Hohlflöte  | 8′ |
| 2.               | Prinzipal  | 4′ |
| 3.               | Mixtur III | 1′ |

| II Positiv C–f3 |                 |       |
| 4.              | Stillgedackt    | 8′    |
| 5.              | Rohrflöte       | 4′    |
| 6.              | Prinzipal       | 2′    |
| 7.              | Sesquialter III | 2 ⁄3′ |

| Pedal C–f1 |         |     |
| 8.         | Subbass | 16′ |
| 9.         | Pommer  | 4′  |

- Koppeln: II/I, I/P, II/P

### Glocke
Im Zweiten Weltkrieg wurde der Westturm der Servatiikirche zerstört und nach dem Krieg nicht wieder aufgebaut. Er beherbergte drei Glocken. Die Glocke aus dem Jahr 1833 musste im Ersten Weltkrieg abgegeben werden. Die beiden Glocken aus dem Jahr 1749 überstanden den Zweiten Weltkrieg unbeschadet. Nach dem Zweiten Weltkrieg wurde auf der Nordseite ein kleiner Turm gebaut, der diese beiden Glocken nicht aufnehmen konnte. Die beiden historischen Glocken wurden daher zunächst an die Gemeinde St. Barbara in Duisburg und an die Kirche der Universitätsklinik Münster ausgeliehen und schließlich an diese verkauft, und eine kleine Glocke aus dem Jahre 1951 in den neuen Turm gehängt.
| Name | Gussjahr | Gießer                       | Durchmesser (mm) | Masse (kg) | Schlagton (HT-1/16) |
|      | 1951     | Feldmann & Marschel, Münster | 650              |            | d2                  |